# نوزومو ساساكي
نوزومو ساساكي (佐々木望 ساساكي نوزومو) هو مؤدي أصوات ياباني ولد في 25 يناير 1976 في محافظة هيروشيما.

## أدواره في الأنمي

### مسلسلات أنمي تلفزيونية
- يو يو هاكوشو - يوسكي أوراميشي
- ديث نوت - ميلو
- ناروتو - هاياتي جيكّو
- أمير التنس - جين أكوتسو
- أمير التنس الجديد - جين أكوتسو
- مونستر - يوهان ليبر
- يوغي - شادي، شادا
- الوميض الأزرق
- كارد كابتور ساكورا - إيريول هيراغيزاوا
- ساموراي تشامبلو - يوكيمارو
- بلد+ - كارل
- كابتن ماجد (1994) - ماجد
- ما بعد الحرب جاندام إكس - أولبا فروست
- MADLAX - باجيس
- سبايدر رايدرز - توريه
- دوت هاك ساين - ابن بير
- شيغوروي - إيراكو سيغن
- داركر ذان بلاك -المقاول الأسود- - نوريو أوكياما
- كاري كانو - تاكيفومي تونامي
- ليفل E - إيتاكورا
- فافنر في السماء الزرقاء - هيروتو دوما
- فافنر في السماء الزرقاء EXODUS - هيروتو دوما
- أسطورة موموتارو - موموتارو
- غنجي تسوشين أغيداما - غنجي أغيداما
- وورلد تريغر - هايراين

### أوفا أنمي
- روروني كينشين: فصل الذكريات - يوكيشيرو إينيشي
- روروني كينشين: فصل الزمان - يوكيشيرو إينيشي
- أوشيو وتورا - أوشيو أوتسكي
- بطولات أرسلان - إيلام

### أفلام أنمي
- أكيرا - تتسوو شيما
- روروني كينشين: قداس للإيشين شيشي - تاكاتسكي غينتاتسو
- يو يو هاكوشو - يوسكي أوراميشي
- يو يو هاكوشو: روابط اللهب - يوسكي أوراميشي
- فافنر في السماء الزرقاء HEAVEN AND EARTH - هيروتو دوما

## أدواره في ألعاب الفيديو
- جاي-ستارز فيكتوري فرسس - يوسكي أوراميشي

## أدواره في الدبلجة اليابانية
- توم وجيري والصغيرة روبين - فرانكي

## وصلات خارجية
- نوزومو ساساكي على موقع IMDb (الإنجليزية)
- نوزومو ساساكي على موقع ألو سيني (الفرنسية)
- نوزومو ساساكي على موقع ميوزك برينز (الإنجليزية)
- نوزومو ساساكي على موقع تيرنر كلاسيك موفيز (الإنجليزية)
- نوزومو ساساكي على موقع أول موفي (الإنجليزية)
- نوزومو ساساكي على موقع قاعدة بيانات الفيلم (الإنجليزية)
- نوزومو ساساكي على موقع كينوبويسك (الروسية)
- نوزومو ساساكي على موقع ANN person (الإنجليزية)